# Friedrich IV. (Nürnberg)

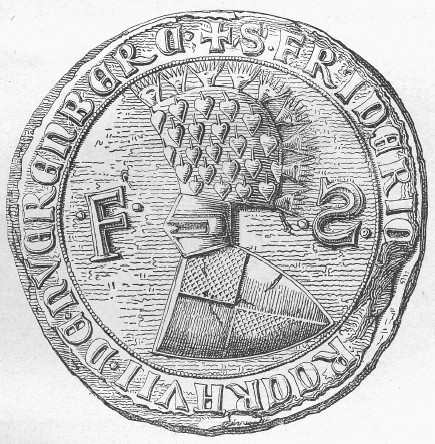
Siegel Friedrichs IV.

Friedrich IV. von Nürnberg (* 1287 (oder später); † 19. Mai 1332) war Burggraf von Nürnberg aus dem Haus der Hohenzollern.

## Leben
Friedrich war der Sohn von Burggraf Friedrich III. (1220–1297) und Helene von Sachsen (1247–1309), Tochter von Albrecht I. von Sachsen (1175–1261) und Helene von Braunschweig (1231–1273), Tochter von Mathilde von Brandenburg (1210–1261) und Otto I. (1204–1252). Er übernahm das Burggrafenamt, als sein älterer Bruder Johann I. im Jahre 1300 nach nur dreijähriger Herrschaft starb. Friedrich IV. verlor als königlicher Heerführer die Schlacht bei Lucka am 31. Mai 1307, bei einer Auseinandersetzung zwischen Albrecht I. aus dem Hause Habsburg und dem Markgrafen von Meißen Friedrich dem Gebissenen und dem Markgrafen der Lausitz, Dietrich IV.
Im Jahre 1322 entschied der Burggraf mittels eines erfolgreich durchgeführten Hinterhalts die Schlacht bei Mühldorf und nahm in Diensten König Ludwigs des Bayern dessen habsburgischen Rivalen, König Friedrich den Schönen,  gefangen. In der Folge erhielt er von Ludwig das Bergregal in seinem Territorium.
1331 erwarb Friedrich IV. die Stadt Ansbach für die Hohenzollern durch Kauf, das den Grundstein für das spätere Doppelterritorium Ansbach-Bayreuth legte. Ein Jahr später starb Friedrich, sein Nachfolger wurde sein und seiner Gattin Margarethe Sohn Johann II.

## Nachkommen
Friedrich IV. war mit Margarethe (oder Margareta) von Kärnten (* um 1290; † 1348), Enkelin von Meinhard II. und Elisabeth von Bayern, verheiratet. Ihre Kinder waren:
- Helena von Zollern-Nürnberg (* um 1307; † nach 14. November 1378); ⚭ I: Graf Otto VIII. (VII.) von Weimar-Orlamünde († 1334); ⚭ II: (vor 27. Januar 1346) Graf Heinrich VIII. (IX.) von Schwarzburg († nach 11. Juni 1358)
- Johann II. von Zollern (8. Februar 1328 bis 7. Oktober 1357)
- Konrad II. (IV.) von Zollern († 3. April 1334); ⚭ Irmgard von Nassau
- Friedrich von Zollern-Nürnberg, Bischof von Regensburg (vor 1325 bis vor 21. Februar 1368)
- Anna von Zollern-Nürnberg
- Anna von Zollern-Nürnberg († nach 1340), ⚭ Ulrich I. von Leuchtenberg (1293–1334)
- Margarethe von Zollern-Nürnberg (vor 1325 bis nach 13. November 1382); ⚭ 1332 Graf Adolf I. von Nassau-Wiesbaden-Idstein († 1370)
- Agnes von Zollern-Nürnberg (vor 1336 bis nach 20. Februar 1364)
- Albrecht von Zollern, genannt Albrecht der Schöne (ca. 1319 bis 4. April 1361 in Baiersdorf?)
- Berthold von Zollern-Nürnberg, Bischof von Eichstätt, (1320 bis 13. September 1365, Willibaldsburg, Eichstätt)
- Katharina von Zollern-Nürnberg (ca. 1323 bis fr. 12. März 1373), verheiratet mit Graf Eberhard I. von Wertheim (reg. 1357–1373)